# Distrito de Évora
El distrito de Évora es uno de los dieciocho distritos que, junto con Madeira y Azores, forman Portugal. Con capital en la ciudad homónima, limita al norte con Santarém y Portalegre, al este con la Provincia de Badajoz de España, al sur con Beja y al oeste con Setúbal.
Pertenece a la provincia tradicional del Alto Alentejo, en la región de Alentejo. Área: 7393,49 km² (2º mayor distrito portugués). Población residente (2011): 166 726 habs. Densidad de población: 22,55 hab./km². 

## Geografía
La geografía física del distrito de Évora es bastante uniforme, con la planicie dominando el paisaje casi por completo, con altitudes que en la mayor parte de su territorio oscilan entre los 200 y los 400 m, interrumpida aquí y allá por valles y por sierras con vertientes poco inclinadas y sembrada de embalses relativamente extensos.
La única excepción es el valle del río Guadiana, que atraviesa la extremidad sudeste del distrito y que por tramos es bastante profundo, con especial enfoque para la región de Alqueva, donde el valle llega a tener más de 100 m de profundidad relativa a los terrenos circundantes. Por ese motivo, fue esta la localización escogida para la represa del Embalse de Alqueva que es el mayor lago artificial de Europa.
El Guadiana es el centro de una de las tres cuencas hidrográficas en que se divide el distrito, y la que más territorio ocupa en el distrito. Sus afluentes son una serie de ríos que, en general, corren de noroeste a sudeste y desaguan en la margen derecha del río: (Degebe, Álamo, Azebel, Lucefece), sin embargo la margen izquierda también recibe las aguas del río Alcarache, que nace en España. El tercio occidental del distrito se divide entre las cuencas hidrográficas del río Sado al sur, y del Tajo, al norte. Hacia el Sado corren ríos con un curso que es generalmente de nordeste a sudoeste o de este a oeste (ríos Xarama, Odivelas, Alcáçovas, São Cristóvão, São Martinho, Marateca, etc.); hacia el Tajo corren ríos con un curso, dentro del distrito de Évora, que es casi siempre de sudeste a noroeste (ríos de Canha, Lavre, Vide, Divor, Raía, etc.).
La mayor parte de estos pequeños cursos de agua nacen en una de las sierras de pequeña altitud que interrumpen la planicie: la Sierra de Monfurado, al oeste (424 m de altitud máxima), la Sierra de Mendro, al sur (412 m) y la Sierra de Ossa, al norte (653 m).
El distrito tiene bastantes embalses. Además del ya referido embalse del Alqueva, en el Guadiana, tienen alguna imporatancia el embalse de Monte Novo, en el río Degebe, el de Albufeira de Torres, en el río Azambuja, el embalse de Vigía, en un afluente del río Pardiela y el de Lucefece, en el río homónimo.

## Subdivisiones
El distrito de Évora se subdivide en los siguientes 14 municipios:
- Alandroal
- Arraiolos
- Borba
- Estremoz
- Évora
- Montemor-o-Novo
- Mora
- Mourão
- Portel
- Redondo
- Reguengos de Monsaraz
- Vendas Novas
- Viana do Alentejo
- Vila Viçosa

En la actual división regional del país, este distrito está integrado en la Región Alentejo y corresponde casi por completo a la subregión del Alentejo Central, que se complementa con un municipio del distrito de Portalegre: Sousel. El municipio de Mora, por el contrario, está integrado en la subregión del Alto Alentejo. En resumen:
- Región Alentejo
  - Alentejo Central
    - Alandroal
    - Arraiolos
    - Borba
    - Estremoz
    - Évora
    - Montemor-o-Novo
    - Mourão
    - Portel
    - Redondo
    - Reguengos de Monsaraz
    - Vendas Novas
    - Viana do Alentejo
    - Vila Viçosa

  - Alto Alentejo
    - Mora